# Prințul Max, Duce de Bavaria
Max-Emanuel Ludwig Maria Herzog in Bayern, uneori numit Prințul Max de Bavaria (n. 21 ianuarie 1937), este al doilea fiu al lui Albrecht, Duce de Bavaria și moștenitorul prezumptiv la șefia Casei de Wittelsbach.

## Familie
Max s-a căsătorit cu  Contesa Elisabeth Douglas (nepoată a generalului Archibald Douglas), la 10 ianuarie 1967 printr-o ceremonie civilă la Kreuth, și printr-o ceremonie religioasă la München, la 24 ianuarie 1967. Împreună au cinci fiice:
- Ducesa Sophie Elizabeth Marie Gabrielle (n. 28 octombrie 1967 la München). S-a căsătorit cu Alois, Prinț Ereditar al Liechtenstein la 3 iulie 1993 la Vaduz. Ei au patru copii:
  - Prințul Joseph Wenzel de Liechtenstein (n. 24 mai 1995 la Londra)
  - Prințesa Marie-Caroline de Liechtenstein (n. 17 octombrie 1996 la Grabs)
  - Prințul Georg Antonius de Liechtenstein (n. 20 aprilie 1999 la Grabs)
  - Prințul Nikolaus Sebastian de Liechtenstein (n. 6 decembrie 2000, la Grabs)
- Ducesa Marie-Caroline Hedwig Eleonore (n. 23 iunie 1969 la München). S-a căsătorit cu ducele Philipp de Württemberg (fiu al lui Carl, Duce de Württemberg și al prințesei Diane de Orléans). Ei au patru copii:
  - Ducesa Sophie Anastasia Assunta Marie Pauline de Württemberg (n. 15 ianuarie 1994 la München)
  - Ducesa Pauline Philippa Adelheid Helena Marie de Württemberg (n. 15 aprilie 1997 la Londra)
  - Ducele Carl-Theodor Philipp Maria Max Emanuel de Württemberg (n. 15 iunie 1999 in Londra)
  - Ducesa Anna Maximiliana Elizabeth Mariella Marie de Württemberg (n. 1 februarie 2007 la Londra)
- Ducesa Helena Eugenie Maria Donatha Mechthild (n. 6 mai 1972 la München)
- Ducesa Elisabeth Marie Christine Franziska (n. 4 octombrie 1973 la München). S-a căsătorit cu Daniel Terberger la 25 septembrie 2004. Ei au doi copii:
  - Maximilian Ludwig Terberger (n. 30 august 2005 la Bielefeld)
  - Ottora Elisabeth Victoria Lucia Terberger (n. 13 decembrie 2007)
- Ducesa Maria-Anna Henriette Gabrielle Julie (n. 7 mai 1975 la München). S-a căsătorit la 8 septembrie 2007 cu Klaus Runow.[1] Ei au doi fii:
  - Heinrich Maria Leopold Maximilian Runow (n. 3 mai 2010 la München)
  - Johannes Emanuel Philipp Maria Runow (n. 24 martie 2012)[2]